# Diocese de Vigevano
A Diocese de Vigevano (Dioecesis Viglevanensis) é uma circunscrição eclesiástica da Igreja Católica na Itália, pertencente à Província Eclesiástica de Milão e à Conferenza Episcopale Italiana, sendo sufragânea da Arquidiocese de Milão.
A sé episcopal está na Basilica de Vigevano, na Região da Lombardia.

## Territorio
A Diocese fica na Comuna de Vigevano e em Comunas perto, em 2004 tinha 173.035 batizados, divididos em 87 paroquias.
Desde 1817 atè 1974 a Diocese fiz parte da Metropolita Vercelli. Em 1974, por decreto de Papa Paulo VI, voltou ser suffraganea de Milão.

## Cronologia dos ultimos Bispos
- Pedro Berruti † (28 de novembro 1898 - 1921)
- Angelo Giacinto Scapardini, O.P. † (27 de agosto 1921 - 20 de maio 1937)
- João Bargiggia † (6 de julho 1937 - 11 de abril 1946)
- Antonio Picconi † (13 de junho 1946 - 21 de abril 1952)
- Luis Barbero † (26 de julho 1952 - 1 de abril 1971)
- Mario Rossi † (4 de agosto 1971 - 19 de agosto 1988)
- João Locatelli † (12 de novembro 1988 - 18 de março 2000 retriado)
- Cláudio Baggini, (18 de março 2000 - 12 de março 2011)
- Vincenzo Di Mauro, (12 de março 2011 - 21 de julho 2012 retirado)
  - Dionigi Tettamanzi, (24 de julho 2012 - 20 de julho 2013 administrador apostólico)
- Maurizio Gervasoni, desde 20 de julho 2013

## Conexões externas
- «Site official da Diocese»